# 朱友誨
朱 友誨（しゅ ゆうかい、? - 921年）は、後梁の太祖朱全忠の甥。朱全昱の末子。
叔父の受禅後、邵王に封じられる。921年、次兄の朱友能の謀反に巻き込まれて、長兄の朱友諒と共に激怒した従弟の末帝によって、兄弟まとめて処刑された。

## 関連書内の記述

### 旧五代史
『旧五代史』（梁書巻十二 宗室列伝）の記述。
友誨，全昱子，封邵王。乾化元年，以檢校兵部尚書充控鶴指揮使。坐友能反廢，後為唐兵所殺。

### 資治通鑑
『資治通鑑』の記述。
邵王友誨，全昱之子也，性穎悟，人心多向之。或言其誘致禁軍，欲為亂，梁主召友誨，與其兄友諒、友能並幽於別第。及唐師將至，梁主疑諸兄弟乘危謀亂，並皇弟賀王友雍、建王友徽盡殺之。